# Айти (уезд)
Айти (яп. 愛知郡 Айти-гун) — японский уезд, расположенный в одноимённой префектуре.

Расположение уезда Айти в префектуре Айти.

Площадь составляет 74,4 км², население, по оценкам на 1 мая 2017 года, составляет 43,344 человек, плотность 2,400 человек/км².
Уезд располагается в центральной части префектуры, восточнее города Нагоя. Восточная часть уезда лежит выше западной. По южной части уезда протекает река Сакай  (яп. 境川).

## Состав
На момент создания уезда в 1878 году в его состав входили посёлок Того, бо́льшая часть Нагои, округ Хигаси, бо́льшая часть округов Нака и Кита, части округов Тикуса, Ниси, Накамура, Накагава, Минато, Мидори и Мэйто, части городов Сэто, Тоёакэ, города Ниссин и Нагакутэ.

## Происхождение названия
В «Нихон сёки» (VIII век) и «Манъёсю» упоминается как Аюти  (яп. 年魚市, 吾湯市). По-видимому, до периода Нара южная часть современной Нагои (особенно район вокруг плато Ацута) называлась «Аюти». На месте Хэйдзё-кё была обнаружена деревянная табличка с надписью «Округ Аюти, провинция Овари». Древнее плато Ацута образовывало полуостров, а окружающая территория, как считается, представляла собой осушки. Осушки в этом районе назывались Аютигата  (яп. 年魚市潟).

## Посёлки и сёла
- Того